# بلبل (مراغه)
بلبل یکی از روستاهای استان آذربایجان شرقی است که در دهستان قوری‌چای غربی بخش سراجو شهرستان مراغه واقع شده‌است.
این روستا به دلیل قرارگرفتن در کوهپایه های اوچ مازیلار از آب و هوای سرد و زمستان های سخت حکایت دارد. 
مردم این روستا به کشاورزی، کاشت گندم و نخود و پرورش گوسفند و گاو مشغول هستند. 
از انجاییکه این روستا در مرز مشترک بین استان های آذربایجان شرقی و غربی و هشترود قرار داد مردم این روستا برای خرید به شهرهای مراغه و میاندواب و قره آغاج دسترسی دارند. 